# Castulo catocalina
Castulo catocalina är en fjärilsart som beskrevs av Walker 1864. Castulo catocalina ingår i släktet Castulo och familjen björnspinnare. Inga underarter finns listade i Catalogue of Life.